# Sikin Lapan Sagu
Das Sikin Lapan Sagu auch Lapan Sagi, Loedjoe Lapan Sagi, Sikin Delapan Sagi, Sikin Delapan Sagoi, Sikin Lapan Sagoe  ist ein Schwert aus Sumatra.

## Beschreibung
Das Sikin Lapan Sagu hat eine gerade, einschneidige Klinge. Die Klinge ist vom Heft zum Ort gleich breit. Die Klinge hat weder Mittelgrat noch Hohlschliff. Der Klingenrücken und die Schneide verlaufen gerade zum Ort. Die Schneide ist am Ort abgebogen. Das Heft besteht aus Holz oder Horn und hat ein kleines, aus der Klinge ausgeschmiedetes Parier. Das Heft ist im Knaufbereich zur Schneidenseite hin abgebogen, der Knauf ist geteilt und hornförmig ausgearbeitet. Das gesamte Heft ist mit Schnitzereien verziert. Zwischen Heft und Klinge ist eine metallene, verzierte Zwinge angebracht, die zur besseren Befestigung von Heft und Klinge dient. Die Scheiden bestehen aus Holz. Sie sind flach gearbeitet und am Ortbereich abgerundet. Der Scheidenmund ist verbreitert und ragt an beiden Seiten (Klingenrücken- und Schneidenseite) heraus. Das Sikin Lapan Sagu wird von Ethnien aus Sumatra benutzt.